# 新化区

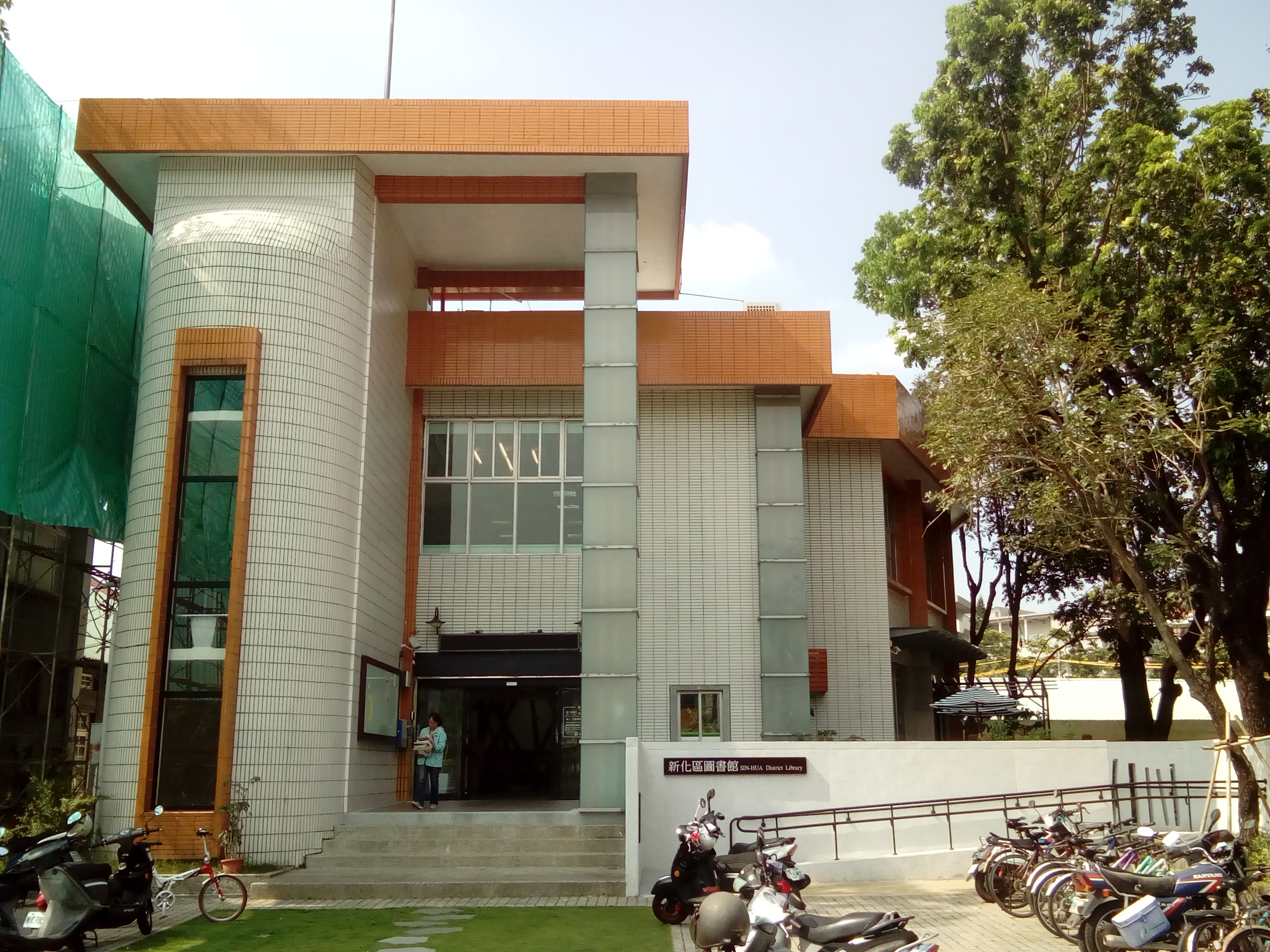
台南市新化区図書館

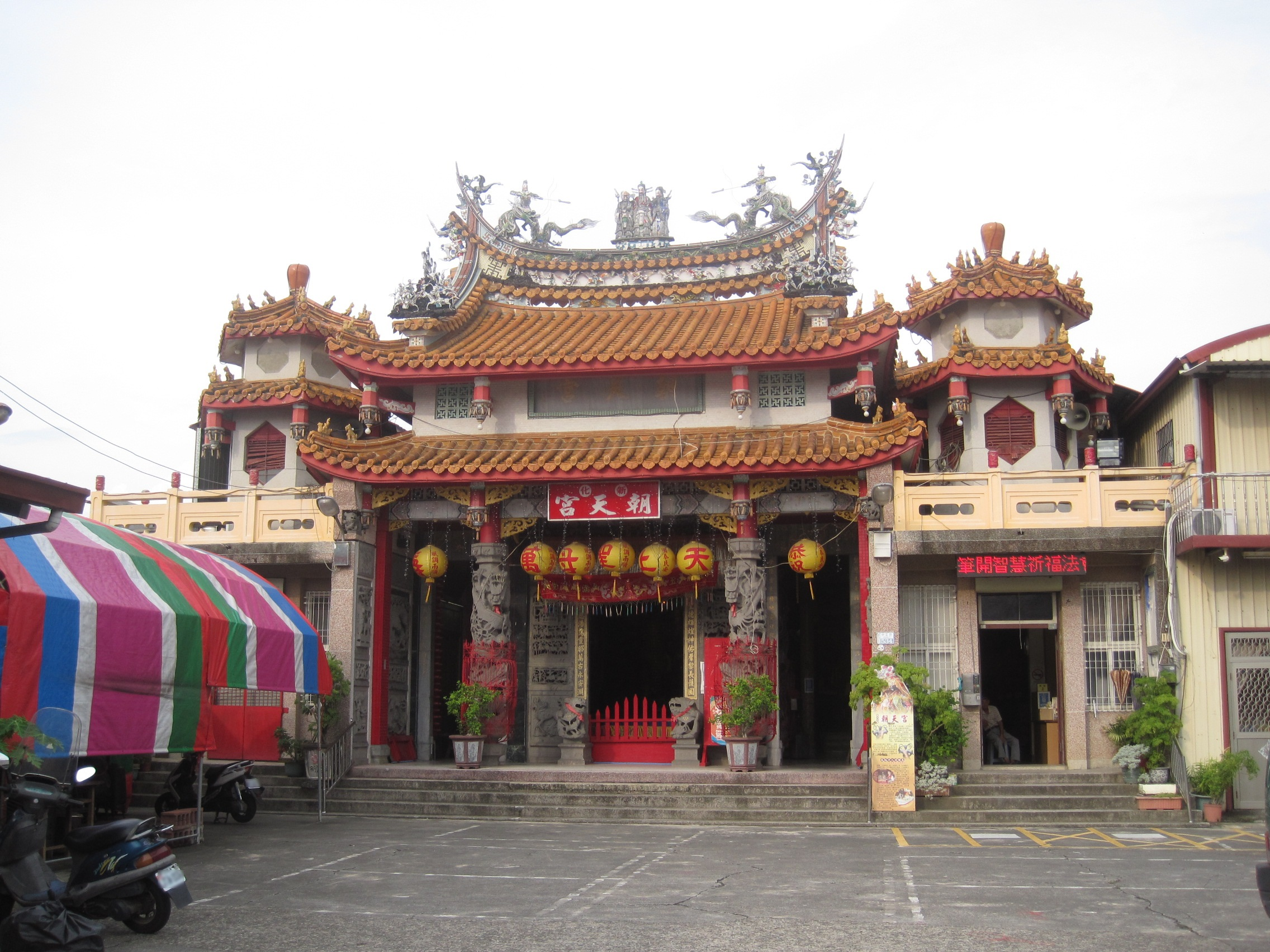
新化朝天宮

新化区（シンフア/しんか-く）は台南市に位置する市轄区。

## 歴史
旧名は「大目降」であり、古くは平埔族の居住地であった。「大目降」とは平埔族語の「Tavocan」であり「山林之地」の意味である。康熙年間に編纂された『台湾県志』には「大目降庄」の記述があり、また嘉慶年間でも「大目降街」名称を散見することができる。また一部では「大穆降」の記載も確認されている。
「新化」の地名は日本統治時代の1920年に台南州新化郡が成立した際、大目降に郡役所を設置した際に「新化」を使用したのが初見である。なお清朝末期に設置された「新化里」は全く別の地名である。

## 行政区
| 里 |
| --- |
| 礁坑里、羊林里、𦰡抜里、大坑里、山脚里、知義里、崙頂里、全興里、豊栄里、北勢里、唪口里、協興里、太平里、護国里、東栄里、武安里 |

## 歴代区長
| 代 | 氏名 | 退任日 |
| -- | ---- | ------ |

## 教育

### 高級中学
- 国立新化高級中学

### 高級職校
- 国立新化高級工業職業学校

### 国民中学
- 台南市立新化国民中学

### 国民小学
- 台南市新化区新化国民小学
- 台南市新化区新化国民小学礁坑分校
- 台南市新化区大新国民小学
- 台南市新化区那拔国民小学
- 台南市新化区口碑国民小学
- 台南市新化区正新国民小学
- 台南市新化区口碑国民小学大坑分校

### 特殊学校
- 国立台南大学附属啓聡学校

## 交通
| 種別 | 路線名称                  | その他 |
| ---- | ------------------------- | ------ |
| 国道 | 国道3号フォルモサ高速公路 | 新化IC |
| 国道 | 台南支線                  | 新化IC |
| 省道 | 台19甲                    |        |
| 省道 | 台20線                    |        |
| 省道 | 台39線                    |        |

## 観光

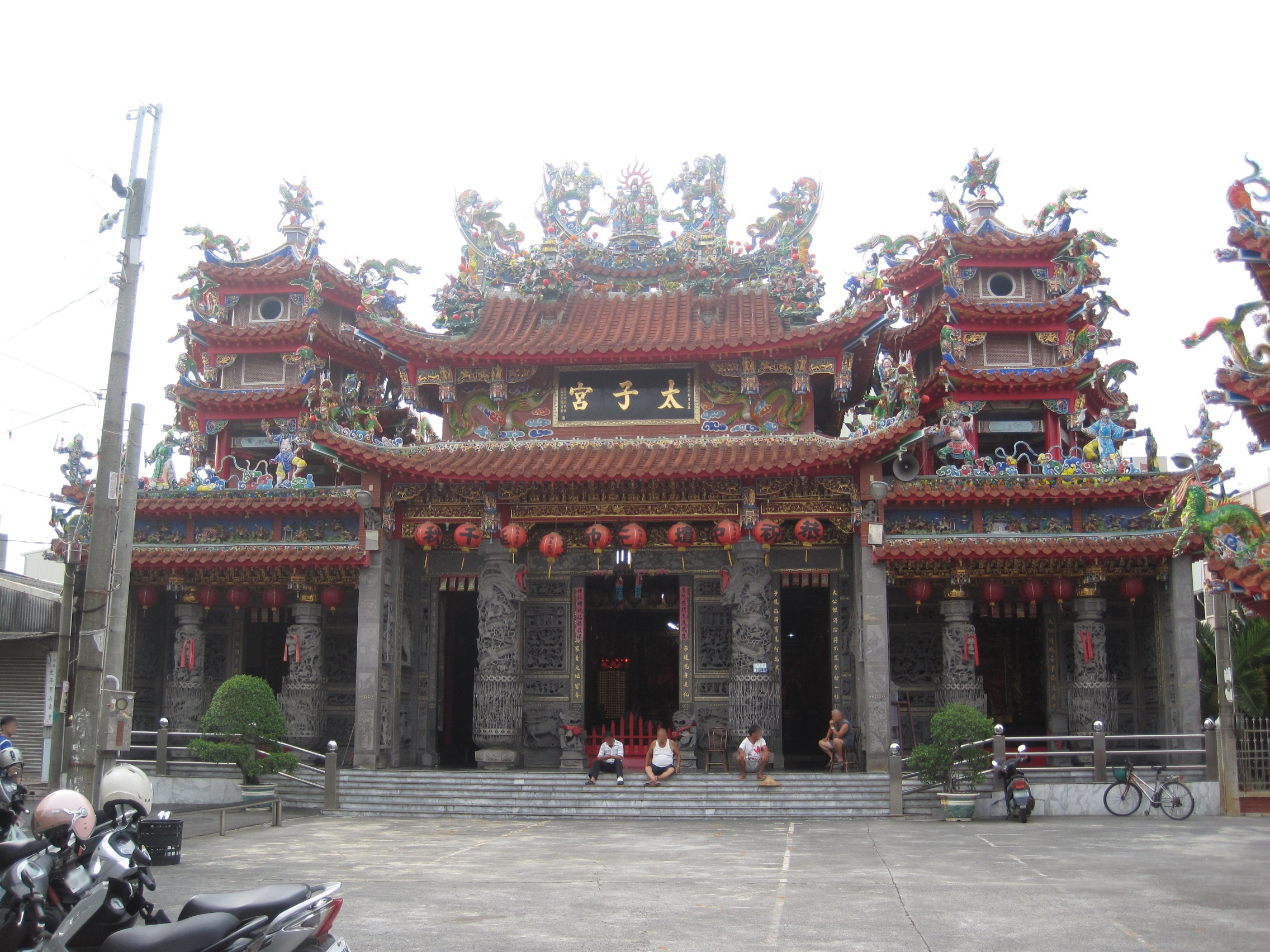
新化太子宮

- 虎頭埤（中国語版）風景区
- 新化老街（中国語版）
- 旧新化街役場（中国語版）
- 国立中興大学 新化国家植物園（新化林業実習場）
- 御真影奉安殿（中国語版）
- 新化武徳殿（中国語版）
- 楊逵文学記念館